# Ręczna skrzynia biegów

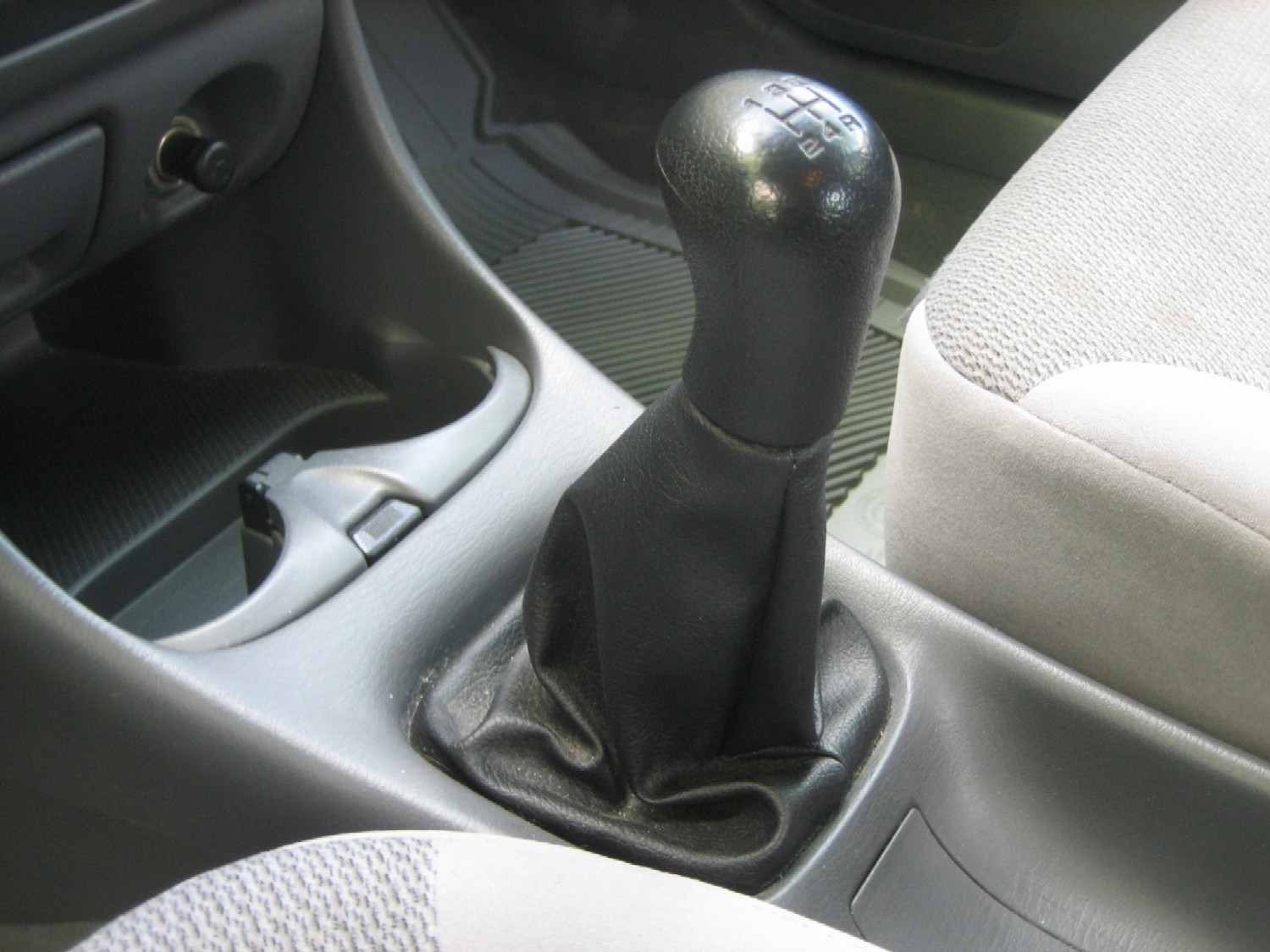
Typowa dźwignia zmiany biegów

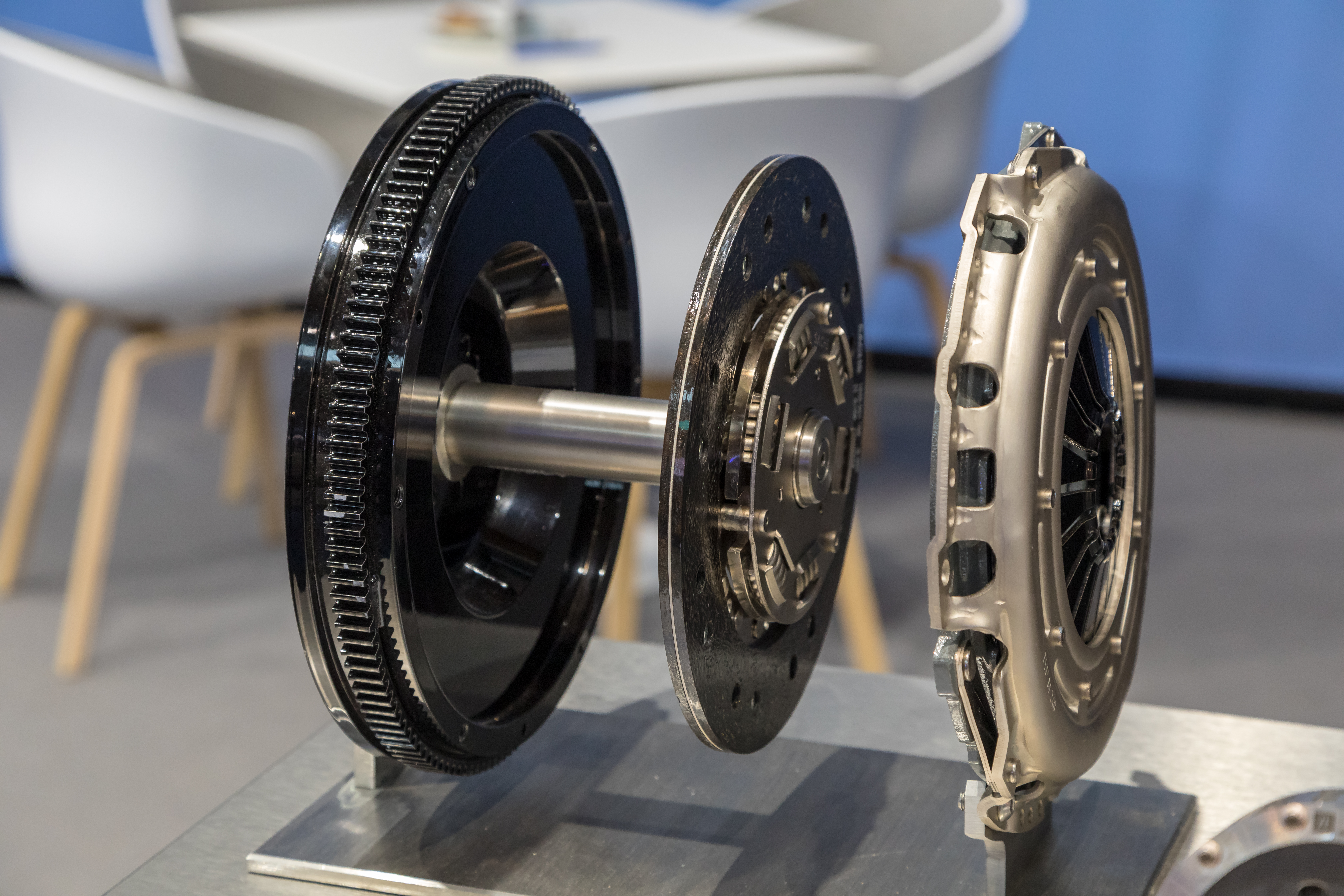
Sprzęgło

Ręczna skrzynia biegów, znana też jako manualna bądź mechaniczna – rodzaj skrzyni biegów stosowanej w pojazdach silnikowych. Wyposażona jest ona w sprzęgło obsługiwane za pomocą pedału (rzadziej dźwigni), co daje kierowcy kontrolę nad przenoszonym na napędzaną oś momentem obrotowym, oraz w dźwignię zmiany biegów, może być ona obsługiwana ręcznie (głównie w samochodach), bądź przy użyciu stóp (głównie jednoślady).

## Sprzęgło
Sprzęgło stanowi ważny element skrzyni biegów, znajduje się pomiędzy kołem zamachowym silnika i wałkiem sprzęgłowym przekładni skrzyni biegów. Przenosi moment obrotowy z silnika na skrzynię biegów. Umożliwia łagodne ruszanie samochodu, włączanie biegów i zatrzymanie pojazdu.

## Rodzaje i zastosowanie
Obecnie do przeniesienia napędu stosuje się kilka rodzajów skrzyń biegów. Różnią się one rozwiązaniami konstrukcyjnymi oraz możliwościami. Najczęściej spotykane są:
- automatyczne stopniowe
- półautomatyczne stopniowe
- bezstopniowe
- manualne

Niezależnie od rodzaju skrzyni jej zadaniem jest efektywne wykorzystanie mocy silnika. Większość jednostek napędowych ma ograniczony zakres prędkości obrotowej. Przeważnie wynosi on od 0 do 7000 obr./min w przypadku ZI oraz do 5000 obr./min w ZS. Gdyby nie było skrzyń biegów, jazda samochodem byłaby utrudniona, a podjechanie pod wzniesienie mogłoby okazać się nie lada wyzwaniem. Dzięki zmiennym przełożeniom w skrzyni biegów możliwe jest utrzymanie optymalnej prędkości obrotowej silnika w zależności od chwilowego obciążenia i prędkości jazdy.
Kolejnym zadaniem skrzyni biegów jest umożliwienie zmiany kierunku przekazywania napędu. Innymi słowy, chodzi o bieg wsteczny. Dzięki zastosowaniu dodatkowej przekładni złożonej z trzech kół zębatych (jedno z nich jest przesuwne) pojazdy mogą poruszać się do tyłu. Bez tego rozwiązania parkowanie byłoby w wielu przypadkach niemożliwe.

## Wymagania stawiane skrzyniom biegów
Skrzynie biegów muszą spełniać określone wymagania. Priorytety to niezawodność i żywotność skrzyni. Jest to bardzo istotne, żeby przyszły nabywca samochodu nie musiał po przejechaniu 100 tysięcy kilometrów wymieniać przekładni. Niezawodność tego podzespołu jest w dużej mierze uwarunkowana wytrzymałością kół zębatych oraz odpowiednim doborem łożysk tocznych. Ze względu na trwałość przy większych obciążeniach najczęściej stosuje się łożyska stożkowe. Popularne są również łożyska wałeczkowe — ich parametry wytrzymałościowe są tylko nieznacznie gorsze. Najmniej wytrzymałe są łożyska kulkowe. W starszych konstrukcjach skrzyń biegów – kłowych – używano przesuwnych kół zębatych o zębach prostych. Ze względu na brak synchronizatorów niewprawiony kierowca miał problemy przy zmianie biegów. Przełączanie ich musiało odbywać się przy dobrym wysprzęglaniu  oraz odpowiednim przedziale prędkości obrotowej. Obecnie skrzynie biegów wyposażone są w synchronizatory oraz stale zazębione koła o zębach skośnych. Takie rozwiązanie niesie ze sobą sporo zalet. Można do nich zaliczyć możliwość przeniesienia większych obciążeń, zmniejszenie generowanego hałasu podczas pracy czy zwiększenie trwałości. Cichobieżność skrzyni biegów jest kolejnym stawianym wymaganiem. Jest to ważne choćby ze względu na konieczność spełnienia przez pojazd norm dotyczących generowanego hałasu.
Konstruktorzy muszą też pamiętać o przyszłych użytkownikach. W związku z tym konieczne jest łatwe przełączanie biegów. Żeby było to możliwe, trzeba wyrównać prędkość obrotową łączonych podzespołów. W tym celu stosuje się synchronizatory. Ich zadaniem jest samoczynne zrównoważenie prędkości elementu pracującego z elementem załączanym. Proces ten odbywa się bez jakiejkolwiek ingerencji kierowcy.   We współczesnych pojazdach ważna jest jak najmniejsza masa własna. Dlatego też zwięzła i lekka konstrukcja skrzyni biegów jest bardzo istotna. Dodatkowo jej ergonomia pozwala wykorzystać zaoszczędzone miejsce na przykład na powiększenie kabiny pasażerskiej. Ważny jest też dobór przełożeń. Większa rozpiętość pozwala lepiej wykorzystać efektywny zakres prędkości obrotowej silnika pojazdu. Atutem w tym przypadku jest rzadsza konieczność zmiany biegów przez kierowcę.

## Budowa i działanie manualnej skrzyni biegów
W obudowie manualnej skrzyni biegów umieszczone są wałki: sprzęgłowy, pośredni i główny. Koło zębate osadzone na wałku sprzęgłowym przekazuje napęd na koło zębate wałka pośredniego. Na nim oraz na wałku głównym umieszczone są pary kół, które odpowiadają konkretnym biegom. Koła zębate są osadzone obrotowo i sprzęgnięte ze sobą za pośrednictwem sprzęgieł cierno-zębatych, inaczej nazywanych synchronizatorami. Włączenie danego biegu powoduje rozłączenie pozostałych kół zębatych. Bieg bezpośredni albo nadbieg
W manualnych skrzyniach biegów stosowany jest nadbieg albo przełożenie bezpośrednie. W drugim przypadku wałek główny jest bezpośrednio połączony z wałkiem sprzęgłowym. Ich prędkości obrotowe są takie same, a przełożenie biegu bezpośredniego wynosi 1:1.  Ze względu na ekonomię stosuje się nadbieg. Jest to takie przełożenie, w którym prędkość wałka głównego jest większa od prędkości obrotowej wałka sprzęgłowego. W takim przypadku przełożenie wynosi poniżej jedności, na przykład i=0,98

## Eksploatacja manualnej skrzyni biegów
Manualne skrzynie biegów są smarowane olejowo. Stosuje się do nich inny płyn niż do silników. Wielu producentów twierdzi, że nie wymienia się oleju smarującego w skrzyni, jednak powinno się to robić mniej więcej co 100 tysięcy kilometrów.
Manualne skrzynie biegów są znane z trwałości, ale nie powinno się doprowadzać do ich przegrzania. W związku z tym niewskazana jest jazda na wysokich obrotach przez dłuższy czas. W większych pojazdach można spotkać się z osobną chłodnicą obsługującą jedynie skrzynię biegów. Doprowadzenie do przegrzania znacznie skraca żywotność elementów w niej zastosowanych (na przykład łożysk).  W samochodach występuje też problem zmiany biegu na wyższy, jeżeli dociągniemy do czerwonego pola prędkość obrotową silnika. Wynika to z tego, że nie nadąża synchronizator. W takiej sytuacji trzeba nieco zmniejszyć obroty.